# Johan Fredrik Eckersberg
Johan Fredrik Eckersberg (Drammen, 16 giugno 1822 – Sandviken, 13 luglio 1870) è stato un pittore norvegese.

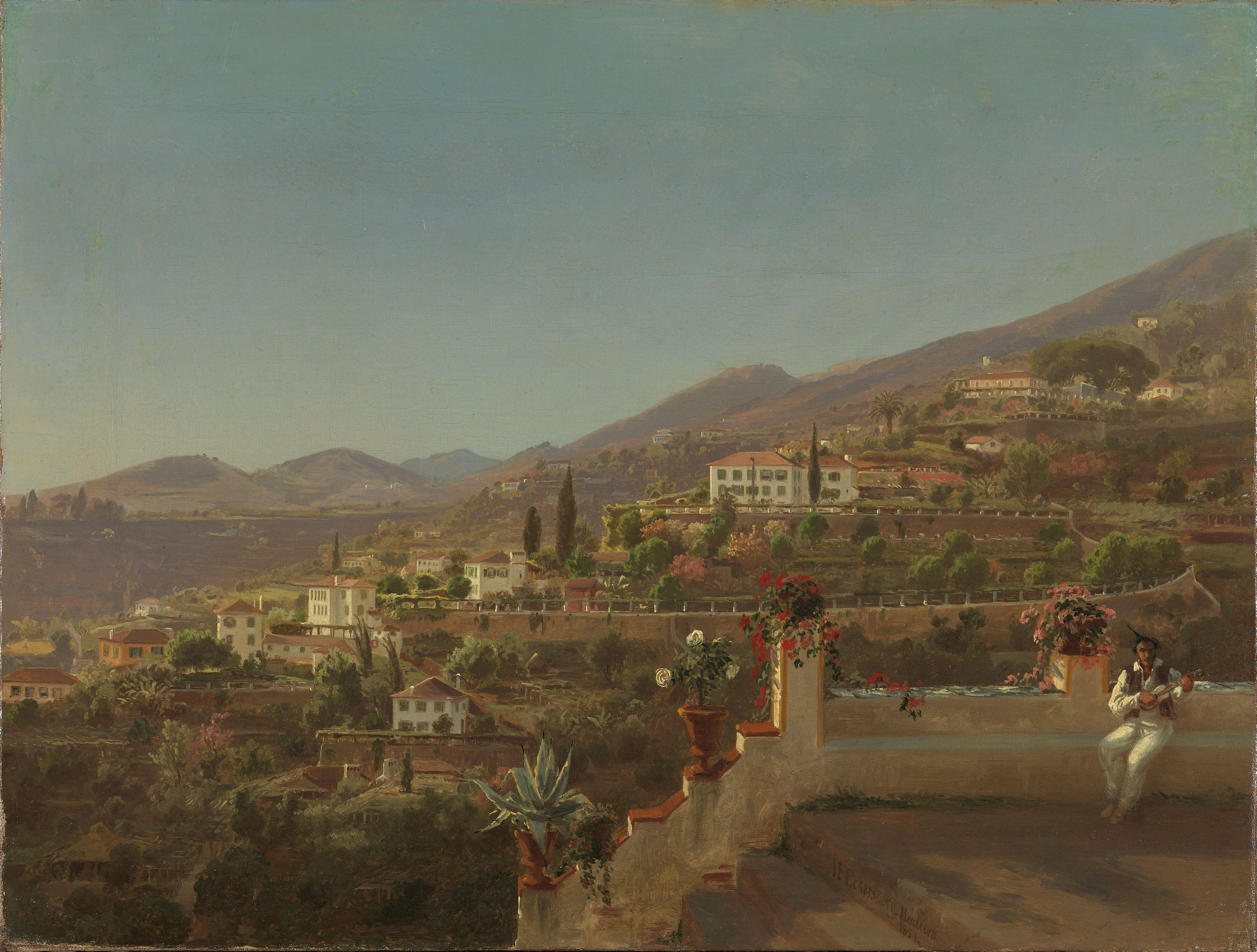
View of Funchal, Madeira (1854)

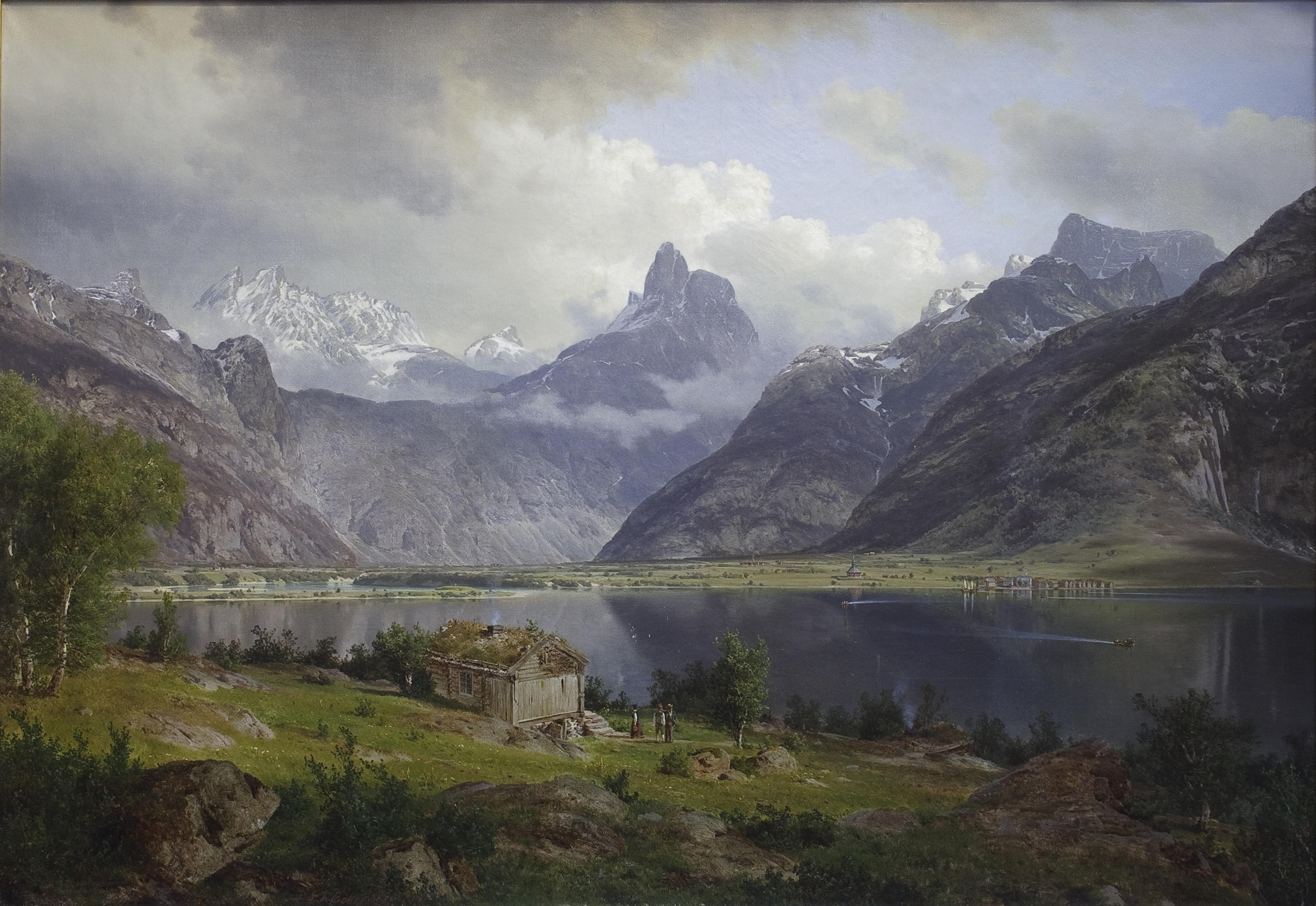
Fra Romsdalen (1867)

Figlio del commerciante Knud Eckersberg e di Marie Cathrine Rude. All'età di sedici anni venne inviato dal padre nei Paesi Bassi per imparare la lingua, durante una visita ad Amsterdam rimase affascinato dalle opere dei pittori fiamminghi, acquistò i materiali necessari per dipingere e iniziò a realizzare delle copie. Nel 1841 tornò in Norvegia dove il padre lo collocò in un ufficio commerciale a Christiania, Eckersberg dedicò il tempo libero alla pittura e al disegno fino a quando, nel 1843, entrò all'accademia d'arte di Christiania dove fu allievo di Johannes Flintoe.
Nell'estate del 1846 fece un viaggio di studio nel Gudbrandsdalen insieme a Hans Gude e August Cappelen che ebbe grande influenza sulla pittura paesaggistica norvegese, fece infatti diventare i paesaggi montani motivo d'elezione della pittura romantica norvegese nonché uno dei temi più ricorrenti dell'opera di Eckersberg.
Nell'autunno dello stesso anni, tramite una borsa di studio statale, si recò a Düsseldorf per frequentare l'accademia d'arte, fu allievo di Johann Wilhelm Schirmer il cui stile classico e molto strutturato mal si conciliava con la tendenza al realismo sobrio di Eckersberg che abbandonò gli studi dopo due anni per fare ritorno in Norvegia.
Dal 1848 Eckersberg abitò a Christiania trascorrendo l'estate a Sandvika. Il 2 ottobre 1850 sposò Laura Martine Hansen (27.12.1821-23.3.1878), figlia del commerciante Lars Hansen e di Anne Karine Bodin. Nello stesso anno divenne membro dell'accademia norvegese delle belle arti e dal 1864 fece parte del consiglio direttivo del Kunstforening, l'acquisto delle sue opere da parte di questa istituzione rappresentò un importante fonte di entrate per Eckersberg.

Dal 1852 al 1854 dovette trascorrere un periodo a Funchal, Madera per problemi di salute, dipinse diversi ritratti e una serie di litografie con panorami di Madera che però non ebbero il successo sperato.
Nel biennio successivo visse da solo a Düsseldorf, la famiglia era rientrata in Norvegia. Nonostante lo scarso riscontro di pubblico e le conseguenti difficoltà economiche rientrò in patria e, nonostante fosse afflitto dalla tubercolosi,  decise di aprire una scuola di pittura che venne inaugurata nel 1859 e dal 1863 ottenne sostegno statale. Tra i numerosi allievi vi furono Gerhard Munthe e Christian Skredsvig. 
La produzione principale di Eckersberg è degli anni compresi fra il 1860 e il 1870 quando, dopo aver trovato delle tonalità di colore molto limpide e fredde dipinge degli splendidi paesaggi montani di Romsdal e dello Jotunheimen. Dopo una prima fase romantica con l'età più matura sviluppò uno stile realistico molto sobrio.
Venne contattato da Peter Christen Asbjørnsen per illustrare i suoi libri ma lo stile di Eckerberg era poco adatto all'illustrazione di fiabe. Per contro ottennero un discreto successo, ma anche qualche critica per l'eccesso di licenze artistiche, le illustrazioni dei costumi tipici norvegesi realizzate per la raccolta di litografie di Christian Tønsberg Christiania med Omgivelser, Norge fremstillet i Tegninger e Norske Folkelivsbilleder.
Nel 1870 gli venne conferito il titolo di cavaliere dell'Ordine reale norvegese di Sant'Olav. Qualche anno prima era stato nominato cavaliere dell'Ordine di Vasa. 
Al contrario di altri pittori norvegesi che avevano lungamente soggiornato all'estero Eckersberg non poté contare su un mercato e vendite al di fuori della Norvegia, ebbe quindi costantemente difficoltà economiche che condizionarono sia il suo operato da artista sia la sua vita privata. Morì nel 1870 a soli 48 anni a causa della tubercolosi. 
Dopo la sua morte la scuola da lui fondata proseguì sotto la direzione di Morten Müller e Knud Bergslien.